# Raffish
Raffish war eine fünfköpfige niederländische Girlgroup.

## Geschichte
Die Gruppe wurde 2004 im Rahmen der Castingshow Popstars: The Rivals zusammengestellt. In die Gruppe schafften es letztlich:
- Nora Dalal (* 1. Januar 1981)
- Esri Dijkstra (* 5. März 1988)
- Sharon Doorson (* 24. April 1987 in Utrecht)
- Lianne van Groen (* 17. März 1985 in Zaandam)
- Eva Simons (* 27. April 1984 in Amsterdam)

Nach der Zusammenstellung der Band trat die Gruppe im abschließenden Duell gegen die Boygroup Men2B an. Gewinner war, wer mit seiner Siegersingle höher in den niederländischen Charts einsteigen konnten. Da Men2B mit ihrer Single Bigger Than That am 25. Dezember 2004 sowohl in der Nederlandse Top 40 als auch der Single Top 100 auf Platz 1 einstiegen, gingen diese als Sieger hervor. Anfang 2005 übernahm aber auch Raffish mit ihrem Song Plaything den ersten Rang. Abgelöst wurde der Titel von Als je iets kan doen vom Musikprojekt Artiesten voor Azië, an dem auch Raffish und Men2B beteiligt waren. Der Titel wurde nach der Tsunamikatastrophe vom 26. Dezember 2004 eingespielt, die Einnahmen kamen den Opfern zugute.
Bereits im Sommer 2005 verließ Eva Simons die Band wieder. Raffish brachte noch zwei weitere Singles heraus, die aber nicht an frühere Erfolge anknüpfen konnten. Ihr Debütalbum How Raffish Are You? kam nicht über Platz 14 hinaus. Ein zweites Album wurde nach Simons’ Abgang angefangen, doch aufgrund von Meinungsverschiedenheiten wurde dieses nie vollendet. Am 21. Februar 2006 gab die Band ihre Trennung bekannt. Ihre letzte Single, Let Go, wurde später von Vanessa Hudgens neu aufgenommen. Die Mitglieder widmeten sich nach der Auflösung anderen Projekten, so waren Lianne van Groen (als Li-Ann) und Sharon Doorson auch Sängerinnen der Gruppe Twenty 4 Seven, Doorson nahm an The Voice of Holland teil und erreichte das Halbfinale. 

## Diskografie

### Alben
| Jahr | Titel                | Höchstplatzierung, Gesamtwochen, AuszeichnungChartsChartplatzierungen (Jahr, Titel, Platzierungen, Wochen, Auszeichnungen, Anmerkungen) | Anmerkungen |
| Jahr | Titel                | NL | Anmerkungen |
| ---- | -------------------- | --- | ----------- |
| 2005 | How Raffish Are You? | NL14 (10 Wo.)NL |             |

### Singles
| Jahr | Titel Album                           | Höchstplatzierung, Gesamtwochen, AuszeichnungChartsChartplatzierungen (Jahr, Titel, Album, Platzierungen, Wochen, Auszeichnungen, Anmerkungen) | Anmerkungen |
| Jahr | Titel Album                           | NL | Anmerkungen |
| ---- | ------------------------------------- | --- | ----------- |
| 2004 | Plaything How Raffish Are You?        | NL1 Gold · (10 Wo.)NL |             |
| 2005 | Thursday’s Child How Raffish Are You? | NL38 (2 Wo.)NL |             |
| 2005 | Let Go - DJ Chuckie Remix             | NL38 (2 Wo.)NL | vs. Gio     |